# Tomar

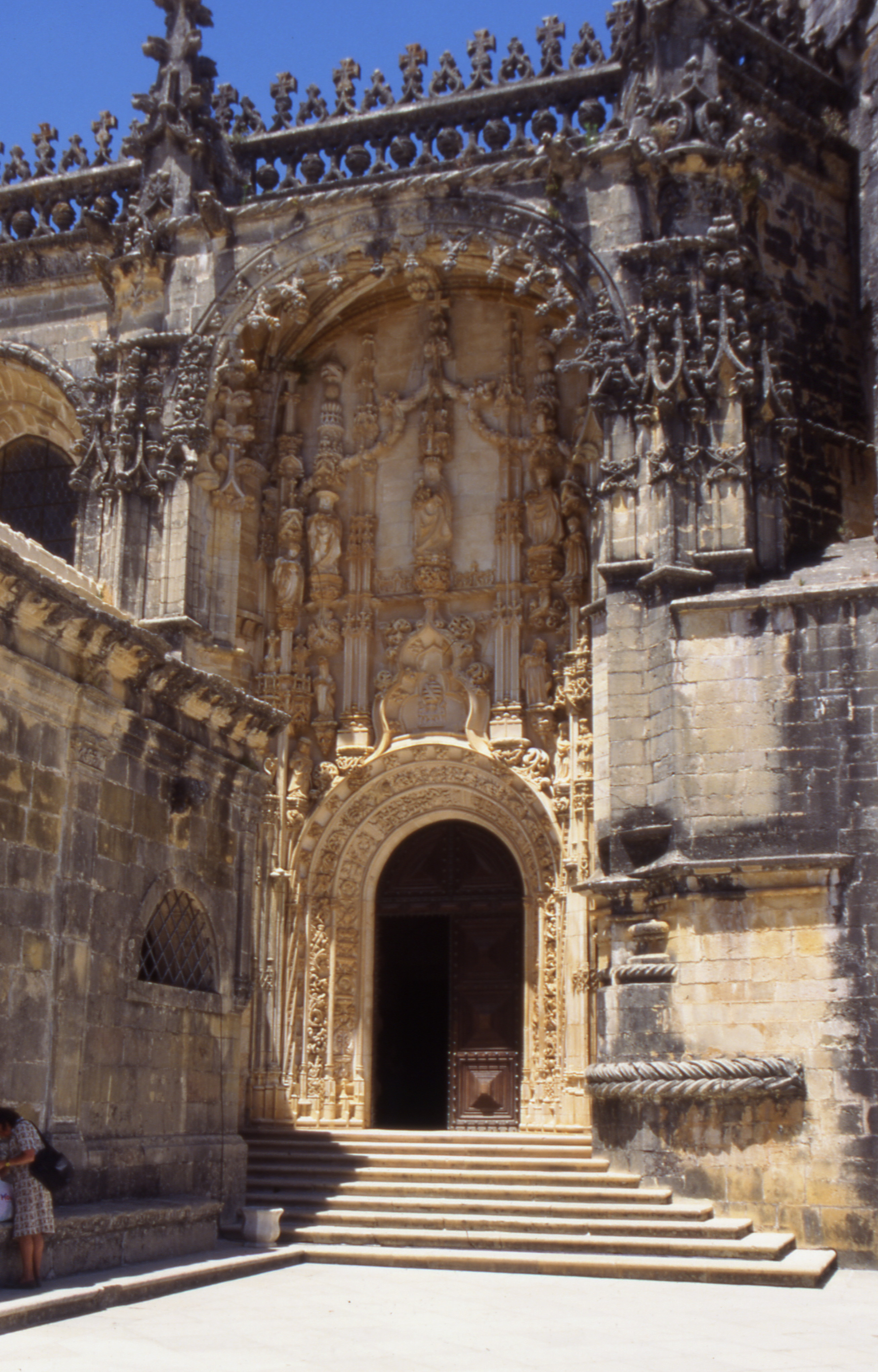
A Krisztus-rendi kolostor főportálja, Tomar, Portugália

Tomar város és község Portugália középső részén, Santarém kerületben.  A város lakossága mintegy 20 000 fő, míg a város és a község együttes népessége 40 677 fő volt 2011-ben. A község 351,20 négyzetkilométeres területen fekszik.
A város a Templomosok épületében, a Convento de Cristoban született és Gualdim de Pais, a Templomosok 12. század végi négy nagymesterének egyikének utasításai alapján épült fel. Tomar Portugália egyik történelmi gyöngyszeme és egyben a Templomosok egyik utolsó fellegváraként épült. Igen fontos szerepet töltött be a 15. században, amikor is Tengerész Henrik idején a portugál terjeszkedés központjaként működött.
2013-ban a brit Guardian Portugália leglátványosabb helyszínének minősítette a Convento de Cristo épületet.

## Földrajza
Tomar Portugália és egyben az Ibériai-félsziget egyik legtermékenyebb vidékén terül el, a Ribatejo (Tejo melletti) mezőkön. A város és az őt körülölelő község Santarém kerületben található. A legjellemzőbb tájképi elemeket a mezőgazdasági termelésbe bevont területek alkotják, melyeken olívaolajat termő fák és fügefák teremnek.
Tomar az azonos nevű község központja is egyben. Hozzá tartozik Santa Maria dos Olivais és São João Batista. A város a központja a Tejo folyó középső vidékét magába foglaló Médio Tejo régiónak.
A Nabão folyó szeli ketté az ókori Nabantia városát, melynek korabeli lakosságát Nabantinos néven nevezték.
A községben 11 település található.
Ezek: 
- Além da Ribeira e Pedreira
- Asseiceira
- Carregueiros
- Casais e Alviobeira
- Madalena e Beselga
- Olalhas
- Paialvo
- Sabacheira
- São Pedro de Tomar
- Tomar (São João Baptista) e Santa Maria dos Olivais
- Serra e Junceira

## Fordítás
Ez a szócikk részben vagy egészben  a   Tomar című angol Wikipédia-szócikk ezen változatának fordításán alapul.  Az eredeti cikk szerkesztőit annak laptörténete sorolja fel. Ez a jelzés csupán a megfogalmazás eredetét és a szerzői jogokat jelzi, nem szolgál a cikkben szereplő információk forrásmegjelöléseként.

## Lásd még
- Templomosok